# Bornheim Mitte (metrostation)
Bornheim Mitte is een ondergronds station van de U-Bahn in Frankfurt am Main aan de U-Bahn-lijn U4 gelegen in het stadsdeel Bornheim.